# Zacarías Ortiz Rolón
Zacarías Ortiz Rolón SDB (ur. 6 września 1934 w Arroyos y Esteros, zm. 6 stycznia 2020 w Asunción) – paragwajski duchowny rzymskokatolicki, w latach 2003–2013 biskup Concepción en Paraguay.

## Życiorys
Święcenia kapłańskie przyjął 14 sierpnia 1965 w zgromadzeniu księży salezjanów. Pracował przede wszystkim w zakonnych parafiach, był także przełożonym paragwajskiej prowincji zgromadzenia.
12 marca 1988 został mianowany wikariuszem apostolskim Chaco Paraguayo ze stolicą tytularną Minora. Sakrę biskupią otrzymał 26 czerwca 1988. 12 lipca 2003 objął rządy w diecezji Concepción en Paraguay.
11 lipca 2013 przeszedł na emeryturę.